# Philippe Lafon (journaliste)
Pour les articles homonymes, voir Philippe Lafon.
Philippe Lafon est un journaliste sportif français au sein du service des sports de France Télévisions. Depuis septembre 2019, il est rédacteur en chef de l'émission Tout le sport.

## Carrière
Philippe Lafon est formé à l'école publique de journalisme de Tours (1988-1989) puis au centre de formation et de perfectionnement des journalistes à Paris (1996-1997).
Il couvre des matchs de rugby à XV en tant que journaliste au bord du terrain d'abord pour des matchs de Challenge européen et du Tournoi des Six Nations, commentés par Laurent Bellet, puis, à partir de 2011, pour les matchs de H Cup et du XV de France, commentés par Mathieu Lartot, en remplacement de Cédric Beaudou (devenu rédacteur en chef du service rugby au sein de France Télévisions). Il intervient également régulièrement dans Stade 2 pour présenter l'actualité rugby. Durant le Tournoi des Six Nations, il prépare des reportages pour XV/15.
En septembre 2014, il laisse sa place en bord de terrain à Clémentine Sarlat, et devient rédacteur en chef adjoint de Stade 2 jusqu'en décembre 2016. En fin d'année 2017, il reprend son poste en bord de terrain durant le congé maternité de Clémentine Sarlat. À partir de septembre 2019, il est rédacteur en chef des éditions en semaine de l'émission Tout le sport.
Il couvre parfois d'autres sports. Jusqu'en 2011, il a ainsi couvert le Tour de France, il parcourait l'étape dans une voiture de directeur sportif d'une équipe pour intervenir pendant le direct et préparer un montage avec cette vision de l'étape pour L'Après Tour. Lors des Jeux olympiques d'été de 2008, tous les soirs, il prépare (avec Cédric Beaudou, Mathieu Lartot et Nicolas Vinoy) la rubrique Un jour à Pékin. Durant Roland-Garros 2012, il analyse (avec Cédric Beaudou) la journée de Tournoi dans Un jour à Roland, diffusé tous les soirs à 20h sur France 3.
En 2018, il couvre également le Rallye Dakar. Il suit la compétition en voiture au cœur de la course avec Loic Houeix.
Il couvre également la natation en assurant notamment les interviews après les courses lors des championnats diffusés sur France Télévisions.